# Vladimír Kubenko
Vladimír (Vlado) Kubenko (10. srpna 1924 – 26. května 1993) byl slovenský průkopník slovenského dokumentárního filmu. Kromě režírování pracoval i na několika scénářích k mnoha slovenským filmům. Na začátku své kariéry spolupracoval s režisérem animovaných filmů Viktorem Kubalem.

## Život a kariéra
V roce 1958 spolupracoval se Štefanem Kamenickým na reportáži Zaslúžilí umelci (Zasloužilí umělci). Reportáž pojednávala o Miloši Bazovském a Jaroslavu Augustovi. V letech 1963 až 1969 realizoval Vlado Kubenko své vrcholné opusy. Společně s kolektivem autorů vytvořil celovečerní dokument Čas, ktorý žijeme (Čas, který žijeme, 1968). Dokument reaguje na události pražského jara 1968. Ve stejném roce spolu s Petrem Mihálikem a Dušanem Trančíkem vytvořili snímek Tryzna, která podává sugestivní zprávu o šoku a smutku, které plynuly z Palachova sebeupálení. Film byl po premiéře stažen z oběhu. Kubenko ve svých filmech upřednostňoval rekonstrukci událostí. Pro jeho tvorbu v šedesátých letech 20. století jsou příznačné tři filmy: Návraty za šťastím (1970), Žehra (1968) a Peklo (1967). Později se Kubenka soustředil opět na filmy o umění.
V těchto filmech vládne precizní připravenost každého záběru. V dílech není reportážní dynamika, dominuje lyrizace a poetizace. Vlado Kubenka zemřel 26. května 1993.

## Filmografie

### Režie
- 1946 Hurá na nich
- 1949 Export-import, Záleží na nás
- 1951 Hudobné leto, Prvý máj 1951, Za 300 000 výtlačkov straníckej tlače
- 1952 N. S. Dombrovskij, Príklad trnavského kovos altu, Triedny nepriateľ
- 1954 Deň budúcej vlasti, P. O. Hviezdoslav
- 1955 V službách divadla, Mišo sebepán
- 1956 Ich veľký deň, Deň v Kodani, Vás sa to netýka?, S našimi futbalistami v Južnej Afrike
- 1957 Kým vykročia
- 1958 Kambodžská vládna delegácia, Na hornom toku, V rodine Tatrovákov
- 1959 Angkor Vat, Bajon, Deň v Phnom Phene, Úsmevy Angkoru
- 1960 Poddukelská mozaika, Radostná mládež
- 1961 Činohra národného divadla, Zaslúžilí umelci, ČSSR, Škótsko, 1. máj 1961
- 1962 Tokajík, To bolo včera
- 1963 Objektívne s objektívom
- 1965 Stretnutie, Isyk – kuľ
- 1966 Slovenský raj
- 1967 Peklo, Stretnutie s Tunisom, Bienále ilustrácii Bratislava, Insitné umenie, črty z Indie, Karla, Moderný indickí maliari
- 1968 Zasľúbená zem, Žehra, Čas, ktorý žijeme
- 1969 Tryzna, Návraty zo šťastím, Bienále ilustrácii Bratislava 1969
- 1970 Svedectvá, Vyznávač snov, Tália rokmi zrejúca
- 1971 Mimoriadne cvičenie, Galanda
- 1972 Kambodža, Slovo o strojoch, Národná umelkyňa Ľudmila Riznerová-Podjavorinská, Bienále ilustrácii Bratislava 1971
- 1973 3. trienále insitného umenia v Bratislave 1972, Vystrúhať znovu dreveného koníka detstva
- 1974 BIB 73, Jarné dni Pariža, Kaliste, So SLUKom o SLUKu, Tri barančeky
- 1975 BIB 75, Kde vtáci nelietajú, Svet rozprávok
- 1976 Nemčík
- 1977 Jar nášho veku, Za hrsť rodnej zeme, Na prelome vekov
- 1978 Bienále ilustrácii Bratislava 77
- 1979 Chladná rána, Povesť o láske
- 1980 Bienále ilustrácii Bratislava 79, Dr. Dušan Makovický
- 1981 Rudolf Fabry, Cyprián Majerník, Jan Hála
- 1982 Prečerpávacia vodná elektráreň, Čierny Váh – horná nádrž, Prečerpávacia vodná elektráreň Čierny Váh – privádzače
- 1983 Obraz mesta, Prečerpávacia vodná elektráreň Čierny Váh – technológia elektrárne, Prečerpávacia vodná elektráreň Čierny Váh – výstavba komplexu dolnej nádrže s el., Rudolf Uher
- 1984 Bienále ilustrácii Bratislava – BIB 83, Národný umelec Vladimír Mináč, Prečerpávacia vodná elektráreň Čierny Váh
- 1985 Dlhá cesta, Keramika z Modry, Veľká vlastenecká vojna
- 1987 Auto-vegetatívne rozmnožovanie lesných drevín – smreka, Jozef Kostka, Pamäť kultúry, Zo života Zväzu družstevných roľníkov na Slovensku
- 1989 Prečerpávajúca vodná elektráreň a životné prostredie, Rozvoj lesného hospodárstva, Bienále ilustrácii Bratislava 1989
- 1990 PVE I peľ – príprava výstavby
- 1993 Rok nádejí a roky normalizácie

### Pomocná režie
- 1948 Vlčie diery
- 1950 Katka, Priehrada

### Autor námětu
- 1965 Stretnutie
- 1968 Čas, ktorý žijeme
- 1971 Mimoriadne cvičenie

### Scenárista
- 1965 Stretnutie
- 1971 Mimoriadne cvičenie